# Arondismentul 1 din Paris
Arondismentul 1 (în franceză 1er arrondissement) este unul dintre cele douăzeci de arondismente din Paris. Este situat în centrul orașului, pe malul drept al fluviului Sena. Este delimitat la sud de Sena și de arondismentele 6 și 7, la vest de arondismentul 8, la est de arondismentele 3 și 4 și la nord de arondismentul 2. Acoperă cartierul Les Halles.

## Demografie
| An                      | Populație | Densitate (loc. pe km²) |
| ----------------------- | --------- | ----------------------- |
| 1861 (vârf de populare) | 89.519    | 48.917                  |
| 1872                    | 81.665    | 44.626                  |
| 1936                    | 38.436    |                         |
| 1954                    | 38.926    | 21.271                  |
| 1962                    | 36.543    | 20.013                  |
| 1968                    | 32.332    | 17.706                  |
| 1975                    | 22.793    | 12.482                  |
| 1982                    | 18.509    | 10.136                  |
| 1990                    | 18.360    | 10.055                  |
| 1999                    | 16.888    | 9.228                   |
| 2006                    | 17.745    | 9.697                   |
| 2009                    | 17.614    | 9.651                   |

## Administrație

### Primăria
| Alegere | Nume                  | Partid | Mențiuni                                          |
| ------- | --------------------- | ------ | ------------------------------------------------- |
| 1983    | Michel Caldaguès      | RPR    | Ales în 1983, 1989 și 1995. A demisionat în 2001. |
| 1997    | Jean-François Legaret | UMP    | Ales în 2000, 2001, 2008 și 2014.                 |

## Locuri

### Instituții publice
- Banca Franței;
- Bursa de Mărfuri din Paris;
- Consiliul constituțional;
- Consiliul de stat;
- Curtea de Conturi;
- Posta centrală;
- Palatul Justiției;
- Ministerul Justiției (Palatul Bourvallais).

### Principalele monumente
- Monumentele religioase
- Église Notre-Dame-de-l'Assomption;
- Biserica Saint-Eustache;
- Église Saint-Germain-l'Auxerrois;
- Église Saint-Roch;
- Sainte-Chapelle;

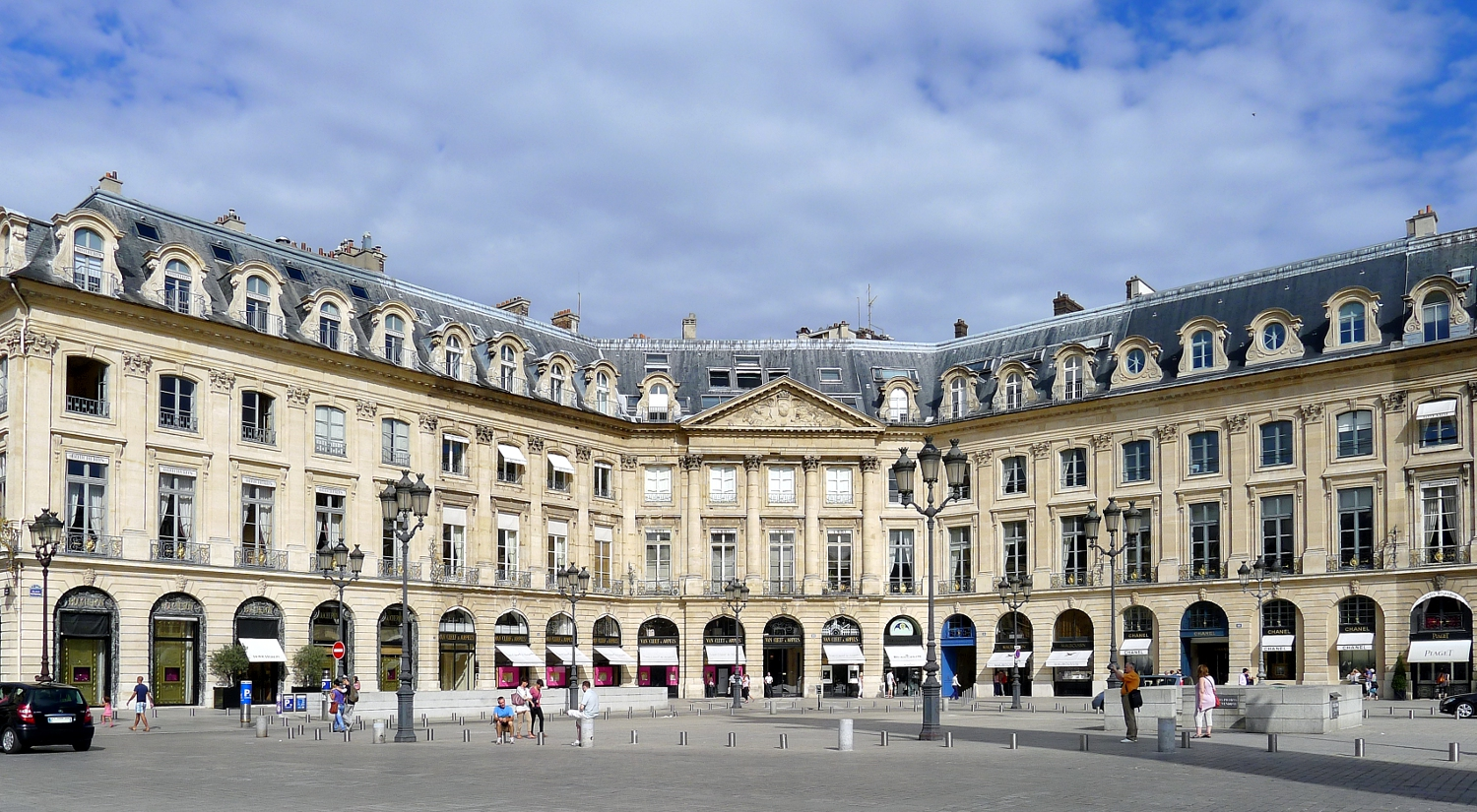
Piața Vendôme

- Oratoire du Louvre (biserică reformată).

- Monumente civile
  - Arcul de Triumf al Caruselului;
  - Coloana Vendôme;
  - Conciergerie;
  - Palatul Luvru;
  - Palais-Royal;
  - La Samaritaine;

- Parcuri și grădini
  - Grădinile Tuileries;
  - Grădinile Caruselului.

## Legături externe
- Site-ul oficial Arhivat în 28 iunie 2017, la Wayback Machine.